# What's Bugging Seth
What’s Bugging Seth är en film från 2005 regisserad av Eli Steele.

## Handling
Seth är en ung, döv man, som inte låter någonting, inte ens hans handikapp, hindra honom när att ger sig ut i den oförlåtande världen. Men, när han möter kärleken stöter han på ett hinder som kan krossa allt han arbetat för.

## Om filmen
Filmen är inspelad i Monterey i Kalifornien.

## Rollista
- Ross Thomas – Seth
- Wyatt Denny – Roy
- David Fine – Gerald
- Justin Gordon – Joe Stone
- Kareem J. Grimes – Mason
- Damon P. Harris – Chad
- Christopher Hayes IV – Anthony
- Nora Kirkpatrick – Nora Green
- Larry Laverty – Fred
- Marilyn McIntyre – Fran
- David Myrick – kund
- Amy Purdy – Alma
- Benjamin Watson – Jacob
- Indira G. Wilson – Carmen

## Utmärkelser
- 2005 – Dances With Films – Publikens pris (hedersomnämnande) – Bästa spelfilm, Eli Steele
- 2005 – Empire Film Festival – Publikens pris, Eli Steele
- 2005 – Empire Film Festival – Bästa spelfilm, Eli Steele
- 2005 – Fargo Film Festival – Bästa berättande spelfilm, Eli Steele
- 2005 – Ft. Lauderdale International Film Festival – Humanitarian Award, Eli Steele
- 2005 – Real to Reel Film and Video Festival – Bästa film, Eli Steele
- 2005 – San Fernando Valley International Film Festival – Bästa berättande spelfilm, Eli Steele
- 2005 – Santa Cruz Film Festival – Publikens pris – Bästa spelfilm, Eli Steele

### Webbkällor
- What's Bugging Seth på Internet Movie Database (engelska)